# Jürgen Brecht
Julius Emil Jürgen Brecht (Spira, 1º marzo 1940) è un ex schermidore tedesco, vincitore di una medaglia di bronzo nella scherma ai giochi olimpici.